# Réserve écologique Rolland-Germain
La réserve écologique Rolland-Germain est située à 30 km au nord de Maniwaki.  Elle protège des écosystèmes représentatifs de la Moyenne Gatineau, qui fait partie du domaine de l'érabilière sucrière à bouleau jaune.  Le nom de la réserve rend hommage au frère Rolland Germain (1881-1972). Associé au frère Marie-Victorin, ils produisirent les travaux d'herborisation qui menèrent à la rédaction de la Flore laurentienne.  À sa retraite, il offrit son herbier personnel à l'Université de Sherbrooke, dont l'herbier porte aujourd'hui son nom.